# Tuttle (Dakota del Nord)
Tuttle és una població dels Estats Units a l'estat de Dakota del Nord. Segons el cens del 2000 tenia 106 habitants.

## Demografia
Segons el cens del 2000, Tuttle tenia 106 habitants, 56 habitatges, i 28 famílies. La densitat de població era de 163,7 hab./km².
Dels 56 habitatges en un 16,1% hi vivien nens de menys de 18 anys, en un 48,2% hi vivien parelles casades, en un 1,8% dones solteres, i en un 50% no eren unitats familiars. En el 46,4% dels habitatges hi vivien persones soles el 26,8% de les quals corresponia a persones de 65 anys o més que vivien soles. El nombre mitjà de persones vivint en cada habitatge era d'1,89 i el nombre mitjà de persones que vivien en cada família era de 2,71.
Per edats la població es repartia de la següent manera: un 15,1% tenia menys de 18 anys, un 4,7% entre 18 i 24, un 12,3% entre 25 i 44, un 36,8% de 45 a 60 i un 31,1% 65 anys o més.
L'edat mediana era de 53 anys. Per cada 100 dones de 18 o més anys hi havia 95,7 homes.
La renda mediana per habitatge era de 25.000 $ i la renda mediana per família de 46.875 $. Els homes tenien una renda mediana de 50.625 $ mentre que les dones 16.607 $. La renda per capita de la població era de 17.970 $. Cap de les famílies i el 6,2% de la població estaven per davall del llindar de pobresa.

## Poblacions més properes
El següent diagrama mostra les poblacions més properes.